# Èunom d'Esparta
Èunom (en llatí Eunomus, en grec antic Εὔνομος "Eúnomos") va ser el cinquè o el sisè rei d'Esparta de la línia Pròclida.
El mencionen Pausànias, Plutarc i altres i diuen que era el pare de Licurg (legislador) i de Polidectes, però Heròdot el situa després de Polidectes i Dionís d'Halicarnàs diu que era el nebot en nom del qual va governar Licurg. Simònides fa a Licurg i Èunom fills de Prítanis d'Esparta. Probablement és un rei imaginari, i el seu nom hauria sortit de Εὐνομία (Eunòmia ‘observació de les lleis’) i se l'hauria d'identificar amb Polidectes. Pausànias diu que en el regnat de Polidectes i Èunom, Esparta es va mantenir en pau.